# Lämmersdorf (Untergriesbach)
Lämmersdorf ist ein Gemeindeteil des Marktes Untergriesbach im niederbayerischen Landkreis Passau. 

## Lage
Das Dorf Lämmersdorf liegt etwa drei Kilometer südwestlich von Untergriesbach.

## Geschichte
Die Landgemeinde Lämmersdorf wurde 1818 durch das bayerische Gemeindeedikt begründet. Sie umfasste die Orte:
- Lämmersdorf
- Berghof
- Diendorf
- Dürrmühle
- Endsfelden
- Feldhäusl
- Gammertshof
- Gebrechtshof
- Gebrechtsmühle
- Grünau
- Hamet
- Hanzing
- Hastorf
- Hitzing
- Holzhäusl
- Kohlbachmühle
- Kronawitthof
- Niederndorf
- Oberöd
- Rechab
- Scherleinsöd
- Speerhäusl
- Stollberg
- Stollbergmühle
- Unteröd
- Vorholz
- Willersdorf

Im Zuge der Gebietsreform in Bayern wurde die Gemeinde mit Wirkung vom 1. Januar 1972 aufgelöst und in die Marktgemeinde Untergriesbach eingemeindet.